# Soldats de joguina
Soldats de joguina (títol original:Toy Soldiers) és una pel·lícula estatunidenca d'acció i drama de 1991, dirigida per Daniel Petrie, Jr. i protagonitzada per Sean Astin, Wil Wheaton, Keith Coogan, Louis Gossett, Jr., Denholm Elliott, Andrew Divoff, T.I. Russell, George Pérez, i R. Lee Ermey. Ha estat doblada al català.

## Argument
Un narcotraficant colombià, Enrique Cali, és a punt de ser extradit als Estats Units per un acord entre els governs de tots dos països, per això, Luis Cali, fill i col·laborador d'Enrique, determina, ajudat per gent que treballa en la seva organització criminal, prendre per assalt el palau de justícia de la ciutat de Barranquilla, Colòmbia, amb l'objecte de pressionar al govern del seu país perquè no dugui a terme l'extradició del seu pare.
Els mitjans de comunicació cobreixen el terrible fet en el qual estan involucrats funcionaris i empleats de la seu de justícia, entre ells el jutge que deuria, teòricament, presidir el judici contra I. Cali. Aquest jutge intenta convèncer a Luis Cali que el seu pare va ser extradit i es troba en aquest moment ja en poder del govern nord-americà. Luis refusa de creure-ho i intenta pressionar al jutge, donant ordre de llançar per la finestra una de les empleades del tribunal, el cos cau cap a les escales d'accés al palau de justícia mentre les càmeres transmeten en directe l'escena, mentre, el més proper col·laborador de Luis, un nord-americà anomenat Jack, li mostra, en un petit televisor que han portat, les imatges del seu pare que recentment arriba a la base aèria de Hommesttead, Florida, demostrant amb això que el jutge diu la veritat i que no està a les seves mans ni en les del govern Colombià alliberar a Enrique Cali. Summament disgustat, Luis Cali dona ordres als seus homes de protegir la retirada i portant com a ostatge al jutge, aconsegueixen sortir del palau de justícia sense que la policia pugui fer res per detenir-los, ja que col·loquen la resta dels ostatges com a escuts humans mentre el grup puja a un helicòpter i s'allunya, i quan van a certa altura, Luis empeny fora de l'helicòpter al jutge.

## Repartiment
- Sean Astin: Billy Tepper
- Wil Wheaton: Joey Trotta
- Keith Coogan: Snuffy
- Andrew Divoff: Luis Cali
- R. Lee Ermey: General Kramer
- Mason Adams: Otis Brown
- Denholm Elliott: Director
- Louis Gossett, Jr.: Dean Parker